# Marion Howard Brazier
Marion Howard Brazier (pseudônimo, Marion Howard; Charlestown, 6 de setembro de 1850 – Westborough, 15 de janeiro de 1935) foi uma jornalista, editora, autora e membro do movimento social em favor das mulheres de Boston. Ela foi a autora de: Perpetrations, a Book of Humor, and Cheer, Philosophy and Comfort.
Brazier trabalhou como editora da coluna sobre sociedade do The Boston Post, 1890–1898; gerenciou as pautas da Patriotic Review, 1898–1900; e também foi colunista deste assunto no The Boston Journal, 1903–11. Ela foi membro de dezesseis organizações e fundadora de seis, incluindo o Professional Women's Club, Bunker Hill, Paul Jones Chapters, as Filhas da Revolução Americana (abreviado do inglês: DAR), Ex-Regents (LAR) e Boston Parliamentary Law Clubs; membro da Authors' Society, Drama League, Charity Club, Cremation Society, Boston Common Society, Boston Political Club e Woman's Charity Club.

## Primeiros anos e educação

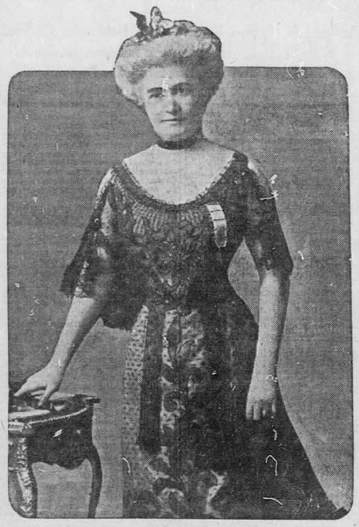
Brazier em 29 de abril de 1909

Marion Howard Brazier nasceu em Charlestown, Massachusetts, em 6 de setembro de 1850. Ela era filha de William Henry e Sarah Jane (Sargent) Brazier. William Henry Brazier era um veterano da Guerra Civil e membro do Grande Exército da República. De acordo com a tradição familiar, o Sr. Brazier era descendente de Sir Henry Brazier, que viveu há muitos anos em Lincolnshire, Inglaterra. O nome de solteira da mãe de Miss Brazier era Sarah Jane Sargent. Ela era filha de David Sargent (o quarto desse nome em linha direta) e sua esposa, Elizabeth I. Fille-brown, e era descendente na nona geração de William Sargent, de Malden, Massachusetts, que veio de Northampton, Inglaterra, em 1638. William é dito ter sido filho de Roger e neto de Hugh Sargent, de Northamptonshire, Inglaterra. Dois dos avós de Brazier por parte de mãe — ou seja, David Sargent e Abraham Rand — foram soldados da Revolução Americana, este último nomeado serviu no exército durante três anos. Sua mãe, Anne Devens, esposa de Thomas Rand, era "provavelmente filha de Philip Devens" e quase relacionada à família à qual o juiz Devens pertencia.
Ela se formou na Bunker Hill Grammar School no final da Guerra Civil. Concluiu sua escolaridade, mas não sua educação, que só veio após contato com o mundo; sua ambição fez com que associasse seus superiores intelectuais a mantê-la sempre atualizada no tempo e nunca olhar para trás.
Outro antepassado patriótico, John Hicks, de Cambridge, Massachusetts, foi morto pelos britânicos na retirada de Lexington, Massachusetts, em 19 de abril de 1775. O HON. Charles Saunders, ex-prefeito de Cambridge, primeiro presidente dos Filhos da Revolução Americana, também é descendente de John Hicks e primo em segundo grau da senhorita Brazier.

## Carreira

### Escritora

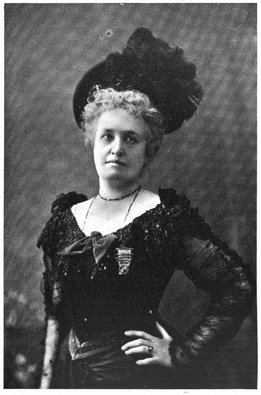
Marion Howard Brazier (1902)

Depois que Brazier ocupou cargos de confiança como contadora e caixa por vários anos, sua saúde ficou tão muito prejudicada, isto é, no qual exigiu uma mudança de cenário e ocupação. Em 1888, em Santa Fé, Novo México, teve uma súbita inspiração para escrever sobre as cenas daquela pitoresca cidade. Assim aconteceu que, na sala onde o general Lew Wallace escrevera Ben-Hur, Brazier escreveu seu primeiro artigo para publicação.
Até 1889, ela trabalhou sob a desvantagem de um profissional sobre assuntos da área física. Enquanto estava na Califórnia, ela forneceu aos jornais locais e da Nova Inglaterra muitos tópicos extremamente variados sobre colunas especiais alegres. Enquanto viajava, atuou como correspondente especial para jornais em quase todas as partes do país. Este negócio ela sistematizou e transformou em sindicato nos anos em que os sindicatos eram muito populares e obteve muito ganho financeiro com seu empreendimento. Naquela época, ela fornecia conteúdo para desenvolver entre 60 a 80 jornais por semana.
Brazier conduziu uma agência de clipping especializada em clippings pessoais sobre pessoas notáveis na sociedade e em notas e relatórios que são relacionados a movimentos a favor das mulheres e das sociedades patrióticas. Ela foi, por muito tempo, responsável pela coluna dos movimentos sociais no periódico Boston Sunday Post, colaboradora regular do Boston Evening Transcript, editora de uma revista da cidade de Nova Iorque e redatora de inúmeros jornais. Além de trabalhar como jornalista, ela também era biógrafa de muitas pessoas notáveis.
Sua escrita foi em grande parte dedicada a questões patrióticas. A Patriotic Review, um exemplo de literatura histórica, foi fundada por Brazier em 1898. Ela era sua editora e administradora, e este periódico teve uma boa circulação antes de entrar em colapso em 1904. Nesse mesmo ano, ela atuou como editora do Boston Journal e foi colaboradora regular do Sunday Herald. e o Globo.

### Ativista

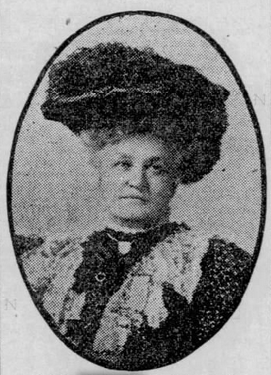
Marion Howard Brazier (1906)

Brazier foi membro das seguintes organizações: New England Woman's Press Association; Charity Club; Actors' Church Alliance; Filhas de Veteranos; USWV Auxiliary; Filhas de New Hampshire e de Massachusetts; Corporação da Casa do Clube da Mulher; e na National Society, DAR, na qual fundou dois capítulos — Bunker Hill e Paul Jones. Ela também foi a fundadora do Clube de Direito Parlamentar. Através de seus esforços, o herói naval da Revolução Americana foi homenageado em Massachusetts, e uma escola leva seu nome em East Boston.
Enquanto em Paris em 1888, ela se interessou por tudo relacionado à conexão entre a França e as colônias americanas durante a revolução. Ela fez investigações visando a descoberta do local de descanso de John Paul Jones e, posteriormente, instou fortemente que os Estados Unidos deveriam usar todos os meios para descobrir o túmulo perdido e remover o corpo para um local de descanso nos EUA. Paul Jones Chapter, DAR, 14 de junho de 1898, e através de seus esforços e da cooperação de várias sociedades patrióticas, uma escola pública em Boston recebeu o nome de Paul Jones School, e através deste mesmo capítulo foi colocada uma placa de bronze, o único memorial para o fundador da marinha americana. Ela organizou as dedicatórias, que ocorreram em 15 de abril de 1904. A Brigada Naval de Massachusetts atuou como escolta para Gov. Curtis Guild, que fez o endereço e apresentou o tablet para a prefeitura.
O Bunker Hill Cbapter, DAR foi organizado em terreno histórico em Charlestown, em 17 de junho de 1896, com trinta e oito membros fundadores. Seu fundador e primeiro regente foi Brazier, descendente de John Hicks, o primeiro soldado a ser morto na Ponte Concord. Através dos esforços de Brazier, contribuiu com muitas litografias emolduradas representando a bandeira americana com datas mostrando o tempo de admissão dos estados nas escolas públicas de Boston.

## Vida pessoal e morte
Brazier estava morando no Trinity Court, em Boston, antes de se mudar para Westboro, Massachusetts, onde morou por um ano antes de sua morte, em 15 de janeiro de 1935. Um irmão, Frederick W. Brazier de Forest Hills, Long Island, Nova York, sobreviveu a ela.

## Obras publicadas
- Fred's hard fight, 1873
- Stage and screen., 1920
- Perpetrations wise and otherwise, 1925
- The Professional Women's Club, 1907-1927, 1927
- John Paul Jones, founder of the American Navy., 1929